# 함무라비
함무라비(/ˌxæmʊˈrɑːbi/; 고바빌로니아 아카드어: 𒄩𒄠𒈬𒊏𒁉;  1810 – c. 1750 BCc.)는 '함무라피'로도 표기되며, 고바빌로니아 제국의 여섯 번째 아모리인 왕으로,  1792c.년부터  1750c.년까지 통치했다. 병으로 인해 퇴위한 아버지 신무발리트의 뒤를 이었다. 통치 기간 동안 라르사, 에쉬눈나, 마리의 도시국가들을 정복했다. 그는 아시리아의 왕 이쉬메-다간 1세를 축출하고 그의 아들 무트-아슈쿠르에게 조공을 바치게 하여 바빌로니아 지배하에 거의 모든 메소포타미아를 통합했다.
함무라비는 정의의 바빌론 신 샤마쉬에게서 받았다고 주장하는 함무라비 법전을 제정한 것으로 가장 잘 알려져 있다. 범죄 피해자에게 보상하는 데 중점을 두었던 우르남무 법전과 같은 초기 수메르 법전과 달리, 함무라비 법전은 가해자의 신체적 처벌에 더 큰 비중을 둔 최초의 법전 중 하나이다. 이 법전은 각 범죄에 대한 구체적인 처벌을 규정했으며, 무죄 추정의 원칙을 확립한 최초의 법전 중 하나이다. 이 법전은 피해를 입은 사람이 복수로 할 수 있는 일을 제한하기 위한 것이었다. 함무라비 법전과 토라의 모세 율법은 여러 면에서 유사점을 포함한다.
함무라비는 생전에 많은 사람들에게 신으로 여겨졌다. 사후 함무라비는 문명을 전파하고 모든 백성이 바빌론의 민족신 마르두크에게 복종하게 한 위대한 정복자로 숭배되었다. 이후 그의 군사적 업적은 덜 강조되고 이상적인 법률 제정자로서의 역할이 그의 유산의 주요 측면이 되었다. 후기 메소포타미아인들에게 함무라비의 통치는 먼 과거에 일어난 모든 사건의 기준점이 되었다. 그가 건설한 제국이 붕괴된 후에도 그는 여전히 모범적인 통치자로 숭배되었고, 근동 전역의 많은 왕들이 그를 조상으로 주장했다. 함무라비는 19세기 후반에 고고학자들에 의해 재발견되었으며, 그 이후로 법제사에서 중요한 인물로 간주되어 왔다.

## 삶

### 배경과 즉위

c. 1792 BC 함무라비 즉위 시 바빌론 영토와 c. 1750 BC 사망 시 영토를 보여주는 지도

함무라비는 복잡한 지정학적 상황 속에서 작은 왕국의 왕으로 즉위했다. 함무라비는 바빌론 도시국가의 아모리인 제1왕조 왕으로,  1792 BCc.년에 아버지 신무발리트로부터 권력을 물려받았다. 바빌론은 중앙 및 남부 메소포타미아 평야에 흩어져 있던 많은 아모리인 지배 도시국가 중 하나였으며, 비옥한 농업 토지 통제를 위해 서로 전쟁을 벌였다. 메소포타미아에는 많은 문화가 공존했지만, 함무라비 치하에서 바빌론 문화는 문해 계층 사이에서 어느 정도 중요한 위치를 차지했다. 함무라비 이전의 왕들은 기원전 1894년에 비교적 작은 도시국가를 세웠는데, 이 도시는 도시 자체 외에는 영토를 거의 통제하지 못했다. 바빌론은 건국 후 약 한 세기 동안 엘람, 아시리아, 이신, 에쉬눈나, 라르사와 같은 더 오래되고 크고 강력한 왕국들에 의해 가려져 있었다. 그러나 그의 아버지 신무발리트는 바빌론 지배하에 남부 중앙 메소포타미아의 작은 지역을 통합하기 시작했으며, 그의 통치 기간에는 보르시파, 키시, 시파르의 작은 도시국가들을 정복했다.
강력한 왕국 에쉬눈나는 티그리스강 상류를 통제했고, 라르사는 강 삼각주를 통제했다. 메소포타미아 동쪽에는 강력한 왕국 엘람이 있었는데, 이들은 정기적으로 남부 메소포타미아의 소국들을 침략하고 조공을 강요했다. 북부 메소포타미아에서는 아시리아 왕 이쉬메-다간 1세가 이미 소아시아에 수백 년 된 아시리아 식민지를 상속받았으며, 그의 영토를 레반트와 중앙 메소포타미아로 확장했지만, 그의 갑작스러운 죽음은 그의 제국을 다소 분열시켰다.

### 통치와 정복

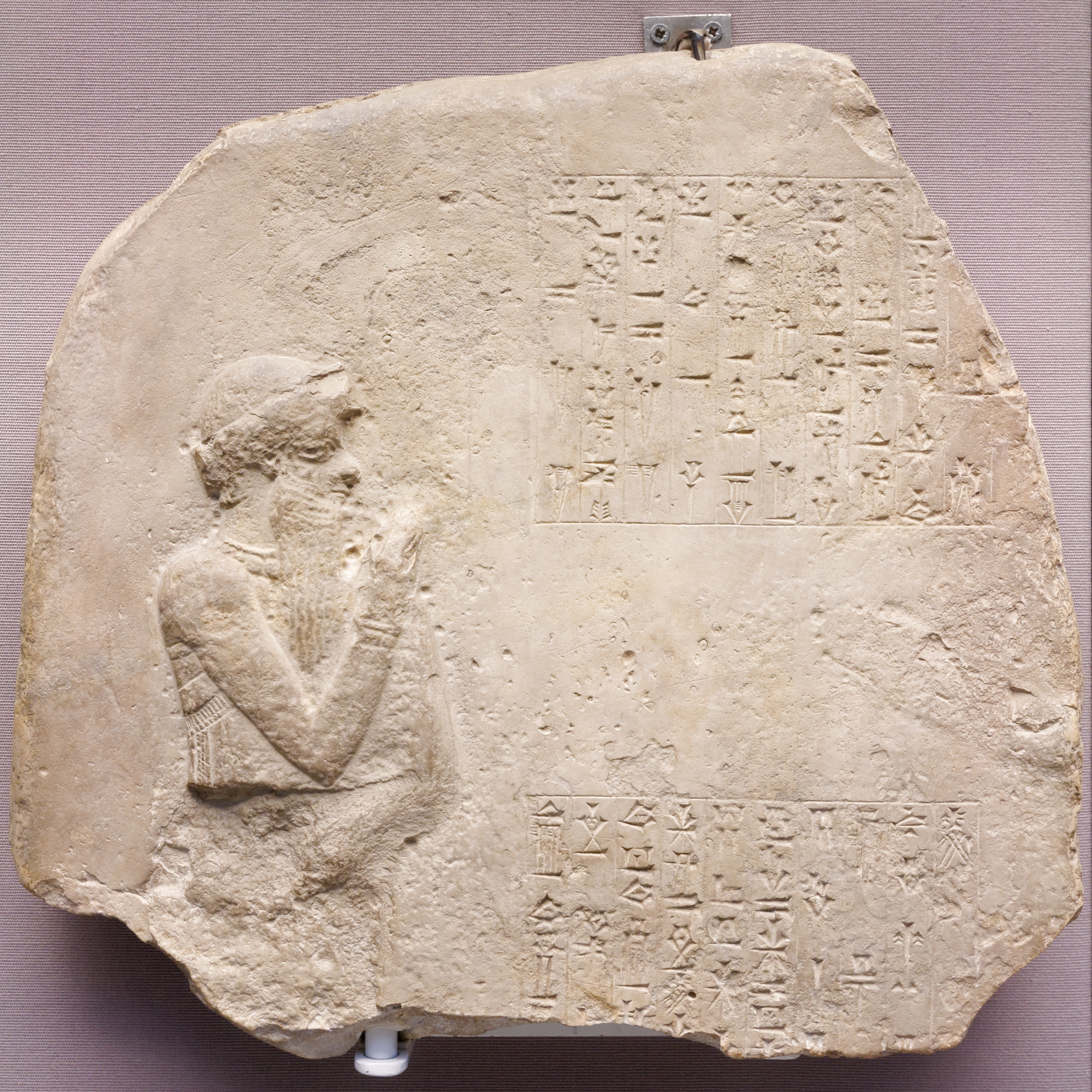
c. 1792년으로 거슬러 올라가는 이라크 시파르에서 발견된 석회암 봉헌 기념물로, 함무라비 왕이 숭배를 위해 오른팔을 올리는 모습을 보여주며, 현재는 대영박물관에 소장되어 있다.

함무라비 통치 초기는 상당히 평화로웠다. 함무라비는 자신의 권력을 사용하여 방어 목적으로 도시 성벽을 높이고 신전을 확장하는 등 일련의 공공사업을 수행했다. 자그로스산맥을 가로지르는 중요한 교역로에 위치한 강력한 왕국 엘람은 메소포타미아 평원을 침략했다. 평야 국가들 중 동맹국들과 함께 엘람은 에쉬눈나 왕국을 공격하여 파괴하고 여러 도시를 파괴했으며, 처음으로 평야의 일부 지역에 지배권을 확립했다.
엘람은 자신들의 지위를 굳히기 위해 함무라비의 바빌론 왕국과 라르사 왕국 사이에 전쟁을 일으키려 했다. 함무라비와 라르사의 왕은 이러한 이중성을 발견하고 동맹을 맺어 엘람인들을 격퇴할 수 있었지만, 라르사는 군사적 노력에 크게 기여하지 않았다. 라르사가 자신을 돕지 않은 것에 분노한 함무라비는 남쪽 세력인 라르사를 공격하여  1763 BCc.년경까지 메소포타미아 하류 평원 전체를 장악했다.
함무라비가 남부 전쟁에서 얌카드와 마리 같은 북부 동맹국들의 도움을 받는 동안, 북부에 병력이 없는 상태가 불안을 야기했다. 계속해서 영토를 확장하던 함무라비는 북쪽으로 눈을 돌려 불안을 진압했다. 곧이어 그는 에쉬눈나를 파괴했다. 다음으로 바빌론 군대는 바빌론의 옛 동맹국 마리를 포함한 나머지 북부 국가들을 정복했지만, 마리 정복은 실제 충돌 없이 항복을 통해 이루어졌을 가능성도 있다.
함무라비는 메소포타미아의 통제권을 놓고 아시리아의 이쉬메-다간 1세와 장기적인 전쟁에 돌입했으며, 양측 왕들은 우위를 점하기 위해 작은 국가들과 동맹을 맺었다. 결국 함무라비가 승리하여, 자신의 죽음 직전에 이쉬메-다간 1세를 축출했다. 아시리아의 새 왕인 무트-아슈쿠르는 함무라비에게 조공을 바치도록 강요받았다.
불과 몇 년 만에 함무라비는 메소포타미아 전체를 자신의 통치 아래 통합하는 데 성공했다. 아시리아 왕국은 살아남았지만 그의 통치 기간 동안 조공을 바쳐야 했으며, 이 지역의 주요 도시국가들 중 서쪽 레반트의 알레포와 카트나만이 독립을 유지했다. 그러나 함무라비의 석비 중 하나가 멀리 북쪽 디야르바키르에서 발견되었는데, 여기에는 그가 "아모리족의 왕"이라는 칭호를 주장하고 있다.
함무라비와 그의 후계자들의 통치 시기로 거슬러 올라가는 방대한 수의 점토판 계약서와 그의 편지 55통이 발견되었다. 이 편지들은 홍수를 다루고 결함 있는 역법에 대한 변경을 지시하며, 바빌론의 대규모 가축 떼를 돌보는 등 제국을 통치하는 일상의 어려움을 엿볼 수 있게 해준다. 함무라비는  1750 BCc.년에 사망하여 제국의 통치권을 아들 삼수 일루나에게 넘겨주었으며, 그의 통치하에 바빌론 제국은 빠르게 해체되기 시작했다.

## 법전

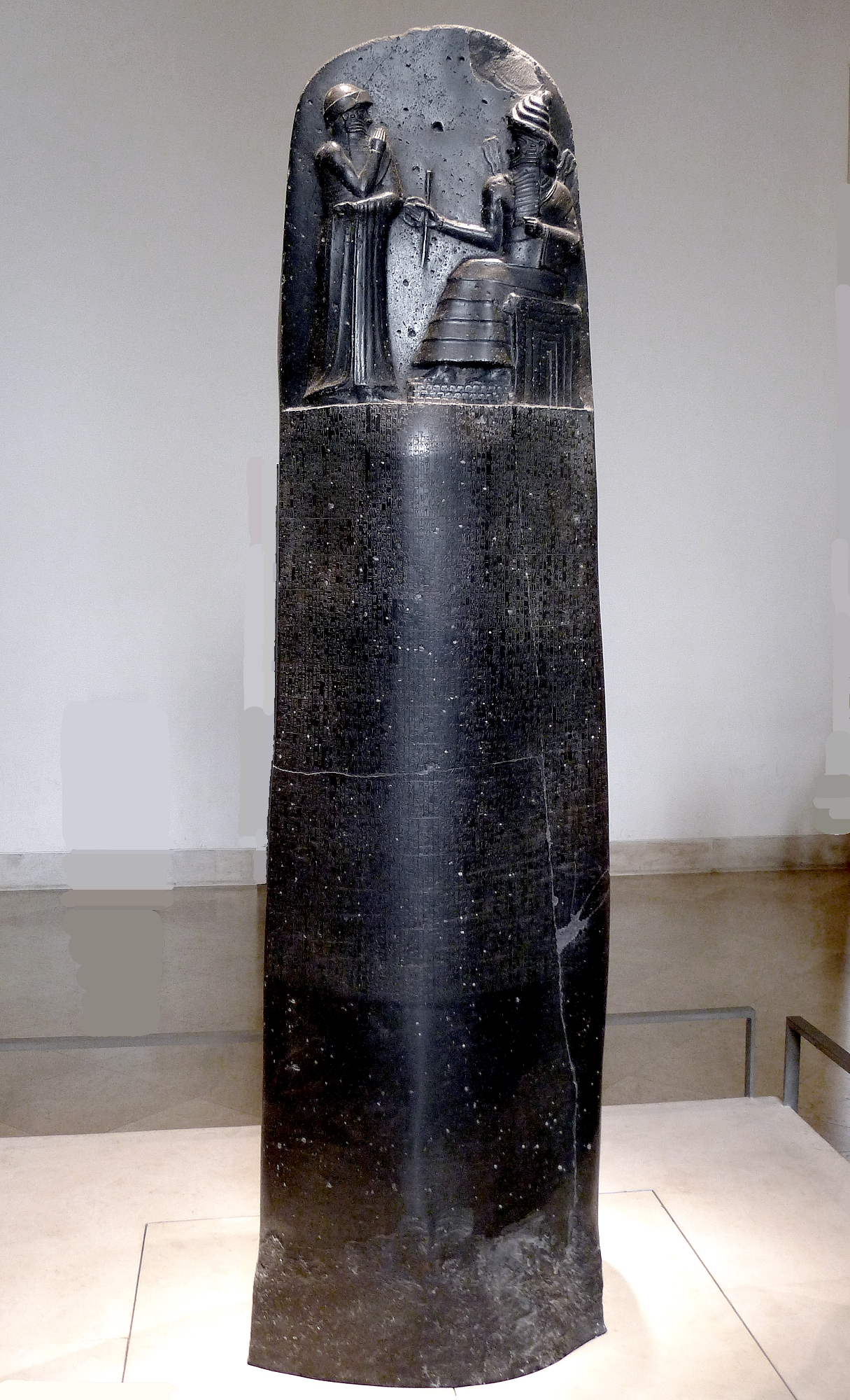
함무라비 법전 석비. 루브르 박물관, 파리

함무라비 법전은 광범위한 문제들을 다루는 282개의 법률 모음집이었다. 이것이 가장 오래된 현존하는 법전은 아니지만 이전 수메르 법전들이 범죄 피해자에게 보상하는 데 초점을 맞춘 것과 달리, 함무라비 법전은 가해자를 신체적으로 처벌하는 데 초점을 맞추어 세계 정치 및 국제 관계에서 더 큰 영향을 미쳤다. 또한 피해를 입은 사람이 복수로 할 수 있는 행동에 제한을 가한 최초의 법전 중 하나이며, 무죄 추정의 원칙 사상을 최초로 보여주는 사례 중 하나로, 피고와 고발자가 증거를 제시할 기회를 갖도록 했다. 법전의 구조는 매우 구체적이어서, 각 위반 행위에 대해 특정 처벌이 내려졌다. 많은 위반 행위는 사형, 불구, 또는 동해보복("눈에는 눈 이에는 이") 철학을 초래했다.
함무라비 법전은 석비에 새겨져 대중이 볼 수 있는 공공장소에 세워졌지만, 글을 아는 사람이 거의 없었을 것으로 생각된다. 이 석비는 나중에 엘람인들에 의해 약탈되어 그들의 수도인 수사로 옮겨졌다. 1901년 이란에서 재발견되었으며 현재는 파리의 루브르 박물관에 소장되어 있다. 함무라비 법전은 필경사들이 12개의 점토판에 쓴 282개의 법률을 담고 있다. 이전의 법률과는 달리, 바빌론의 일상어인 아카드어로 작성되어 도시의 글을 아는 사람이라면 누구나 읽을 수 있었다. 이 시기에 아카드어는 수메르어를 대체했고, 함무라비는 아카드어를 당시 가장 흔한 언어로 만드는 언어 개혁을 시작했다. 석비 상단의 조각은 함무라비가 정의의 바빌론 신 샤마쉬로부터 법률을 받는 모습을 묘사하고 있으며, 서문에는 함무라비가 백성에게 법률을 가져다주기 위해 샤마쉬에게 선택되었다고 명시되어 있다.
함무라비의 법률가로서의 명성 때문에 그의 모습은 전 세계의 법 관련 건물에서 찾아볼 수 있다. 함무라비는 미국 국회의사당 하원 의사당에 있는 대리암 바스 릴리프에 묘사된 23명의 법률가 중 한 명이다. 아돌프 와인만이 제작한 "역사 속 위대한 법률가들"을 묘사한 프리즈는 함무라비를 포함하여 미국 대법원 건물 남쪽 벽에 있다.

## 유산

### 사후 기념

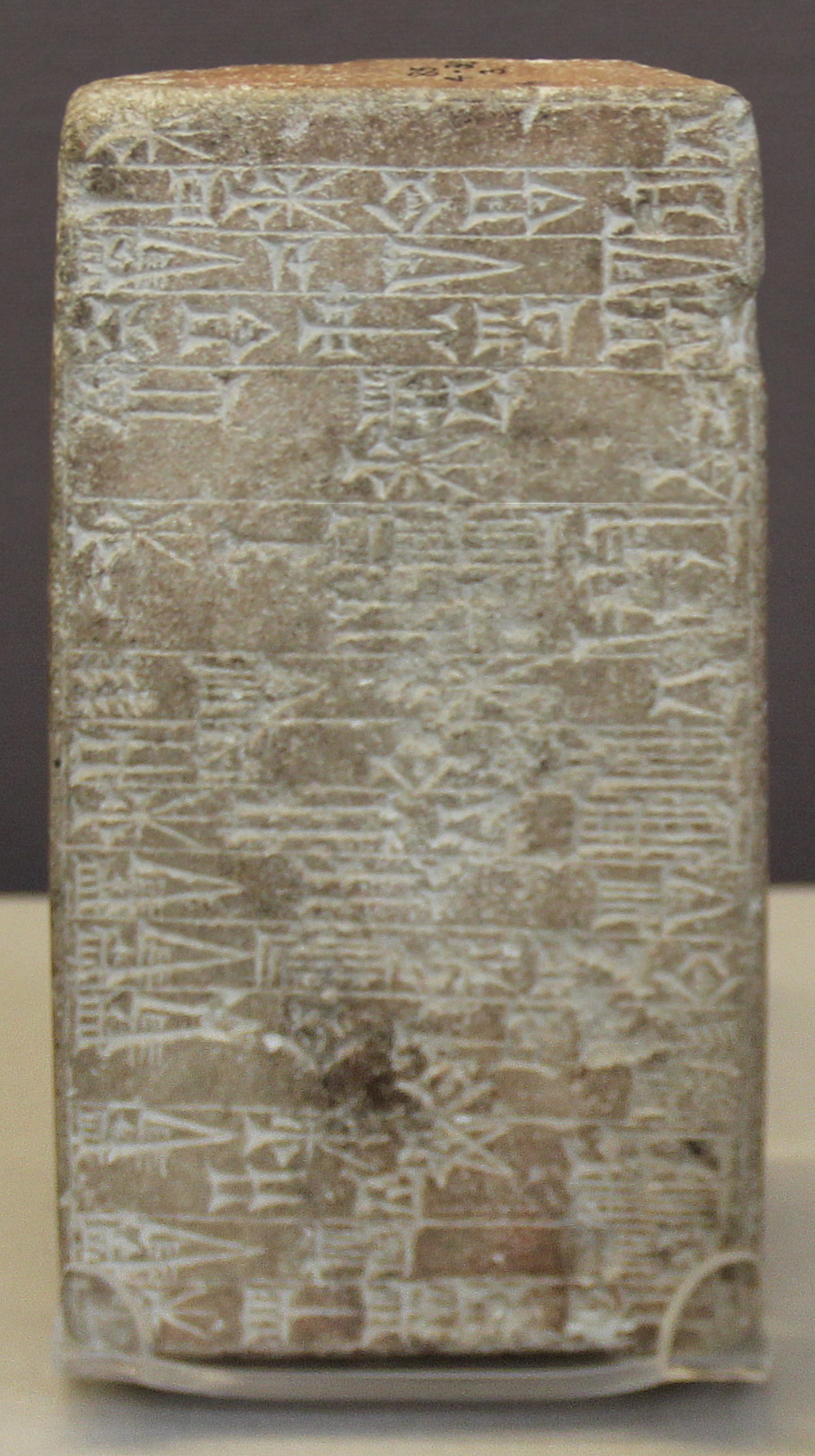
바빌론 왕 함무라비(맨 위에서 넷째 줄) 점토판. 대영박물관.

함무라비는 기원전 2천년의 모든 다른 왕들보다 높이 칭송받았으며 생전에 신으로 선언되는 유일한 영예를 누렸다. "함무라비는 나의 신"이라는 뜻의 개인 이름 "함무라비-일리"는 그의 통치 기간 동안 그리고 그 이후에 흔하게 사용되었다. 그의 죽음 직후의 글들에서 함무라비는 주로 세 가지 업적으로 기념된다: 전쟁에서의 승리, 평화의 가져옴, 그리고 정의의 가져옴. 함무라비의 정복은 모든 민족에게 문명을 전파하기 위한 신성한 사명의 일부로 여겨지게 되었다. 우르에서 발견된 한 석비는 그의 목소리로 그를 악을 굴복시키고 모든 민족에게 마르두크를 숭배하게 하는 강력한 통치자로 칭송한다. 이 석비는 "산이 멀고 언어가 불분명한 엘람, 구티움, 수바르투, 투크리시 백성을 나는 [마르두크의] 손에 맡겼다. 나는 직접 그들의 혼란스러운 마음을 바로잡았다"라고 선언한다. 함무라비 자신의 목소리로 쓰여진 후대의 찬가는 그를 마르두크를 위한 강력하고 초자연적인 힘으로 칭송한다.
나는 왕, 악인들을 붙잡고 사람들의 마음을 하나로 만드는 버팀목,

나는 왕들 중 위대한 용, 그들의 조언을 혼란에 빠뜨리는 자,

나는 적에게 드리워진 그물,

나는 두려움을 주는 자, 사나운 눈을 들어 불복종하는 자에게 사형을 선고하는 자,

나는 악의적인 의도를 덮는 위대한 그물,

나는 그물과 홀을 부수는 어린 사자,

나는 나를 모욕하는 자를 잡는 전투 그물.
함무라비의 군사적 업적을 극찬한 후, 찬가는 마침내 "나는 정의의 왕 함무라비이다"라고 선언한다. 후대 기념물에서는 함무라비의 위대한 법률 제정자로서의 역할이 다른 모든 업적보다 강조되었고, 그의 군사적 업적은 덜 중요하게 여겨졌다. 함무라비의 통치는 먼 과거의 모든 사건에 대한 기준점이 되었다. 암미사두카 (함무라비의 네 번째 후계자)의 통치 기간에 쓰여진 것으로 보이는 여신 이슈타르를 찬양하는 찬가는 "이 노래를 당신의 영웅적인 노래로 처음 들은 왕은 함무라비입니다. 당신을 위한 이 노래는 그의 통치 기간에 작곡되었습니다. 그에게 영원히 생명을 주소서!"라고 선언한다. 그의 죽음 이후 수세기 동안 함무라비의 법률은 필경사들이 필사 연습의 일부로 계속해서 필사되었고, 심지어 부분적으로 수메르어로 번역되기도 했다.

### 정치적 유산

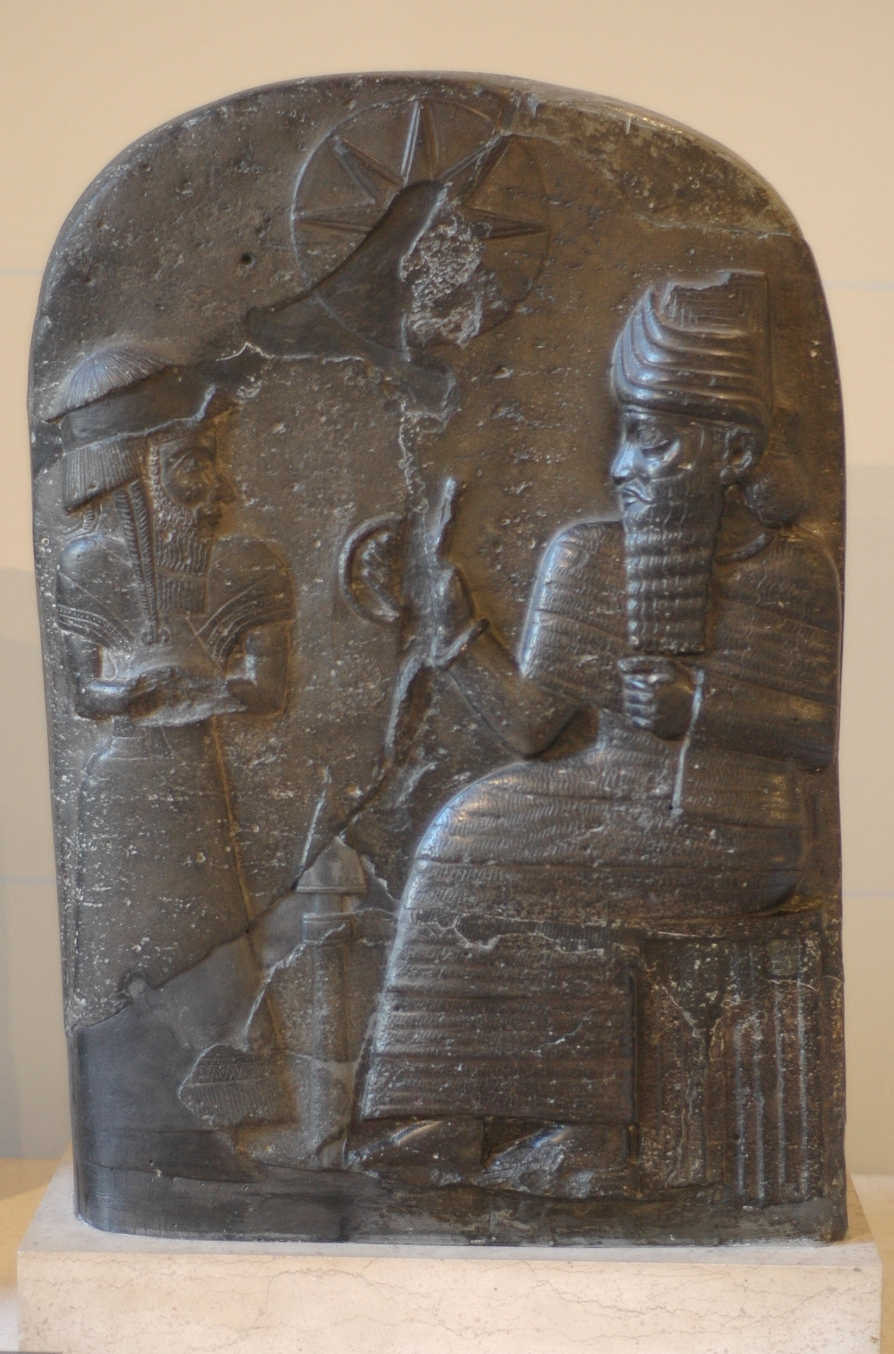
슈트룩-나훈테 1세가 찬탈한 함무라비 석비 사본. 석비는 부분적으로만 지워졌고, 다시 새겨지지 않았다.

함무라비의 통치 기간 동안, 바빌론은 이전의 니푸르로부터 남부 메소포타미아의 "가장 신성한 도시"라는 지위를 차지했다. 함무라비의 후계자 삼수 일루나의 통치 하에서 단명했던 바빌로니아 제국은 붕괴되기 시작했다. 북부 메소포타미아에서는 아모리인과 바빌론인 모두 기원전  1740c.년경 토착 아카드어를 사용하는 통치자 푸주르-신에 의해 아시리아에서 쫓겨났다. 거의 같은 시기에 메소포타미아 남부에서는 토착 아카드어 사용자들이 아모리 바빌론의 통치를 벗어나 고대 수메르 지역에 바다 땅 왕조를 세웠다. 함무라비의 무능한 후계자들은 아다시와 벨-입니와 같은 아시리아 왕들뿐만 아니라 남쪽의 바다 땅 왕조, 동쪽의 엘람, 북동쪽의 카시트인들에게 더 많은 패배와 영토 상실을 겪었다. 그리하여 바빌론은 건국 당시와 같이 작고 보잘것없는 국가로 빠르게 전락했다.
함무라비의 아모리 왕조에 대한 최후의 일격은 기원전 1595년에 강력한 히타이트 제국에 의해 바빌론이 약탈당하고 정복되면서 발생했으며, 이로써 메소포타미아에서의 모든 아모리 정치적 존재는 종말을 고했다. 그러나 인도유럽어족을 사용하는 히타이트인들은 그곳에 머무르지 않고, 바빌론을 그들의 카시트족 동맹국, 즉 자그로스산맥 지역 출신의 고립어를 사용하는 민족에게 넘겨주었다. 이 카시트 왕조는 400년 이상 바빌론을 통치했으며, 함무라비 법전을 포함하여 바빌로니아 문화의 많은 측면을 채택했다. 그러나 아모리 왕조가 멸망한 후에도 함무라비는 여전히 기억되고 숭배되었다. 엘람 왕 슈트룩-나훈테 1세가 기원전 1158년에 바빌론을 약탈하고 많은 석조 기념물을 가져갔을 때, 그는 이 기념물들의 대부분의 비문을 지우고 새로운 비문을 새겨 넣었다. 그러나 함무라비 법전이 담긴 석비에서는 단 네다섯 줄만 지워졌고, 새로운 비문은 전혀 추가되지 않았다. 함무라비의 죽음 이후 천년이 넘도록 바빌론 북서쪽 유프라테스강을 따라 있는 땅인 수후의 왕들은 그를 자신의 조상으로 주장했다.
석비에 전시하기 위한 목적으로 제작된 신바빌론 왕실 비문은 9개 바빌론 도시에 대한 왕실의 세금 면제 허가를 기념하고 왕실 주인공을 두 번째 함무라비로 묘사한다.

### 성경 인물 및 모세 율법과의 관계
19세기 후반, 함무라비 법전은 성경과 고대 바빌로니아 문헌 사이의 관계에 대한 독일의 뜨거운 바벨과 성경 논쟁의 주요 쟁점이 되었다. 1902년 1월, 독일의 아시리아학자 프리드리히 델리치는 카이저와 그의 아내 앞에서 베를린 징아카데미에서 강연을 했는데, 그는 구약성경의 모세 율법이 함무라비 법전을 직접 베낀 것이라고 주장했다. 델리치의 강연은 너무나 논란이 되어, 1903년 9월까지 그는 이 강연과 길가메시 서사시의 홍수 이야기에 대한 이전 강연에 대한 응답으로 작성된 1,350개의 짧은 신문 및 잡지 기사, 300개 이상의 긴 기사, 그리고 28개의 팸플릿을 수집할 수 있었다. 이 기사들은 압도적으로 델리치에게 비판적이었지만, 몇몇은 동정적이었다. 카이저는 델리치와 그의 급진적인 견해로부터 거리를 두었고, 1904년 가을 델리치는 베를린이 아닌 쾰른과 프랑크푸르트 암 마인에서 세 번째 강연을 해야만 했다. 모세 율법과 함무라비 법전 사이의 추정 관계는 훗날 델리치의 1920–21년 저서 『위대한 기만(Die große Täuschung)』에서 히브리 성경이 바빌로니아의 영향으로 회복할 수 없을 정도로 오염되었으며, 오직 인간적인 구약성경을 완전히 제거해야만 기독교인들이 마침내 신약성경의 진정한 아리아인 메시지를 믿을 수 있다는 주장의 주요 부분이 되었다. 20세기 초, 많은 학자들은 함무라비가 창세기 14장 1절에 나오는 시날 왕 암라펠이라고 믿었다. 이 견해는 현재 대부분 거부되었으며, 암라펠의 존재는 성경 밖의 어떤 기록에서도 입증되지 않았다.
이 이야기와 성경 출애굽기에서 야훼가 시내산 꼭대기에서 모세에게 언약서를 준 이야기 사이의 유사점, 그리고 두 법전 사이의 유사점은 두 법전의 셈족적 배경에 공통 조상이 있음을 시사한다. 그럼에도 불구하고, 이전 법전의 조각들이 발견되었고, 모세 율법이 함무라비 법전에서 직접 영감을 받았을 가능성은 낮다. 일부 학자들은 이에 대해 이의를 제기하며, 데이비드 P. 라이트는 유대인의 언약서가 함무라비 법전을 "직접적으로, 주로, 그리고 전체적으로" 기반으로 한다고 주장한다. 2010년, 히브리 대학교의 고고학자 팀은 이스라엘의 하솔에서 기원전 18세기 또는 17세기로 거슬러 올라가는 쐐기문 점토판을 발견했는데, 여기에는 함무라비 법전에서 명백히 파생된 법률들이 포함되어 있었다.

### 내용주
1. ↑  아모리족 언어인 '암무라피'("친척은 치료사다")에서 유래했으며, '암무'("부계 친척")와 '라피'("치료사")에서 파생되었다. 고전학자 앨런 밀라드는 함무라피가 더 정확한 표기라고 주장한다.[2]
2. ↑  이것은 우르남무 법전, 에쉬눈나 법전, 그리고 리피트-이쉬타르 법전보다 앞선다.[26]

### 참조주
1. ↑  Roux 1992, between 266–267.
2. ↑  Millard 2004.
3. ↑  Khwshnaw 2023.
4. ↑  Hone, Charles F. (1917). 《The Sacred Books and Early Literature of the East》 1 – 위키문헌 경유. [scan ]
5. ↑  Van De Mieroop 2005, 1쪽.
6. ↑  Van De Mieroop 2005, 1–2쪽.
7. 1 2  Van De Mieroop 2005, 3쪽.
8. ↑  Van De Mieroop 2005, 3–4쪽.
9. ↑  Van De Mieroop 2005, 16쪽.
10. ↑  Adolf, Antony (2013년 5월 8일). 《Peace: A World History》. John Wiley & Sons. 3쪽. ISBN 978-0-7456-5459-1. An early study claims that 'peace and prosperity prevailed during his reign', though more recent research confines this preponderantly peaceful period to the first two decades Hammurabi ruled.
11. ↑  Arnold 2005, 43쪽.
12. ↑  Van De Mieroop 2005, 15–16쪽.
13. ↑  Van De Mieroop 2005, 17쪽.
14. 1 2  Van De Mieroop 2005, 18쪽.
15. 1 2  Van De Mieroop 2005, 31쪽.
16. ↑  Van De Mieroop 2005, 40–41쪽.
17. ↑  Van De Mieroop 2005, 54–55, 64–65쪽.
18. 1 2 3  Arnold 2005, 45쪽.
19. ↑  Beck, Roger B.; Black, Linda; Krieger, Larry S.; Naylor, Phillip C.; Shabaka, Dahia Ibo (1999). 《World History: Patterns of Interaction》. Evanston, IL: McDougal Littell. ISBN 978-0-395-87274-1. OCLC 39762695.
20. ↑  Clay, Albert Tobias (1919). 《The Empire of the Amorites》. Yale University Press. 97쪽.
21. ↑  Breasted 2003, 129쪽.
22. ↑  Breasted 2003, 129–130쪽.
23. ↑  Arnold 2005, 42쪽.
24. ↑  H. Otto Sommer (1908). 《[[s:The Laws of Hammurabi, King of Babylonia|]]》. Records of the Past, Volume II, Part III.  – 위키문헌 경유.
25. ↑  Driver & Miles (1952), 9쪽.
26. ↑  Roth 1995, 13, 23, 57쪽.
27. 1 2  Breasted 2003, 141쪽.
28. 1 2 3  Bertman 2003, 71쪽.
29. ↑  Victimology: Theories and Applications, Ann Wolbert Burgess, Albert R. Roberts, Cheryl Regehr, Jones & Bartlett Learning, 2009, p. 103
30. ↑  Prince 1904, 606–607쪽.
31. ↑  Maher, John C. (2017). 《Multilingualism: A Very Short Introduction》. Oxford University Press. 108쪽. ISBN 978-0-19-872499-5. ... Akkadian (Babylonian) replaced Sumerian ... The Code of Hammurabi was written in the daily language of Babylon, Akkadian. Hammurabi (c.1810–1750 BC), the sixth king of the First Babylonian Empire, initiated language reforms to make Akkadian the pre-eminent lingua franca of antiquity; inscriptions have been found on stone, silver and clay artefacts.
32. ↑  Kleiner, Fred S. (2010). 《Gardner's Art through the Ages: The Western Perspective》 1 Thirteen판. Boston, Massachusetts: Wadsworth Cengage Learning. 29쪽. ISBN 978-0-495-57360-9. 2014년 6월 17일에 원본 문서에서 보존된 문서. 2020년 11월 1일에 확인함.
33. ↑  Smith, J. M. Powis (2005). 《The Origin and History of Hebrew Law》. Clark, New Jersey: The Lawbook Exchange, Ltd. 13쪽. ISBN 978-1-58477-489-1. 2021년 4월 15일에 원본 문서에서 보존된 문서. 2020년 11월 1일에 확인함.
34. ↑  “Hammurabi”. Architect of the Capitol. 2021년 11월 22일에 원본 문서에서 보존된 문서. 2008년 5월 19일에 확인함.
35. ↑  “Courtroom Friezes” (PDF). Supreme Court of the United States. 2010년 6월 1일에 원본 문서 (PDF)에서 보존된 문서. 2008년 5월 19일에 확인함.
36. ↑  Biskupic, Joan (1998년 3월 11일). “Lawgivers: From Two Friezes, Great Figures of Legal History Gaze Upon the Supreme Court Bench”. WP Company LLC. The Washington Post. 2020년 8월 18일에 원본 문서에서 보존된 문서. 2017년 11월 28일에 확인함.
37. ↑  《Cuneiform Tablets in the British Museum》 (PDF). British Museum. 1905. Plates 44 and 45쪽. 2021년 1월 29일에 원본 문서 (PDF)에서 보존된 문서. 2020년 3월 14일에 확인함.
38. ↑  Budge, E. A. Wallis (Ernest Alfred Wallis); King, L. W. (Leonard William) (1908). 《A guide to the Babylonian and Assyrian antiquities》. London : Printed by the order of the Trustees. 147쪽.
39. ↑  For full transcription: “CDLI-Archival View”. 《cdli.ucla.edu》. 2021년 11월 4일에 원본 문서에서 보존된 문서. 2021년 11월 4일에 확인함.
40. 1 2  Van De Mieroop 2005, 128쪽.
41. 1 2 3  Van De Mieroop 2005, 127쪽.
42. 1 2  Van De Mieroop 2005, 126쪽.
43. 1 2  Van De Mieroop 2005, 126–127쪽.
44. 1 2 3  Van De Mieroop 2005, 129쪽.
45. 1 2  Van De Mieroop 2005, 129–130쪽.
46. ↑  Schneider, Tammi J. (2011), 《An Introduction to Ancient Mesopotamian Religion》, Grand Rapids, Michigan: William B. Eerdmans Publishing Company, 58–59쪽, ISBN 978-0-8028-2959-7, 2021년 11월 12일에 원본 문서에서 보존된 문서, 2020년 11월 1일에 확인함
47. ↑  Roux 1992, 243–246쪽.
48. 1 2  DeBlois 1997, 19쪽.
49. ↑  Van De Mieroop 2005, 130쪽.
50. ↑  Frazer, Mary; Adalı, Selim Ferruh (2021년 11월 25일). 《"The just judgements that Ḫammu-rāpi, a former king, rendered": A New Royal Inscription in the Istanbul Archaeological Museums》. 《Zeitschrift für Assyriologie und vorderasiatische Archäologie》 (영어) 111. 231–262쪽. doi:10.1515/za-2021-2004. ISSN 0084-5299. S2CID 244530410. 2023년 3월 20일에 원본 문서에서 보존된 문서. 2023년 3월 20일에 확인함.
51. 1 2  Ziolkowski 2012, 25쪽.
52. 1 2  Ziolkowski 2012, 23–25쪽.
53. ↑  Rogers, Robert W.; Kohler, Kaufmann; Jastrow, Marcus. “Amraphel”. 《유대 대백과사전》. 2021년 11월 22일에 원본 문서에서 보존된 문서. 2012년 11월 24일에 확인함.
54. ↑  “Bible Gateway passage: Genesis 14 - New International Version”. 2021년 11월 20일에 원본 문서에서 보존된 문서. 2012년 11월 24일에 확인함.
55. ↑  North, Robert (1993). 〈Abraham〉.   Metzger, Bruce M.; Coogan, Michael D. 《The Oxford Companion to the Bible》. Oxford: Oxford University Press. 5쪽. ISBN 978-0-19-504645-8.
56. 1 2  Granerød, Gard (2010년 3월 26일). 《Abraham and Melchizedek: Scribal Activity of Second Temple Times in Genesis 14 and Psalm 110》. Berlin, Germany: Walter de Gruyter. 120쪽. ISBN 978-3-11-022346-0.
57. 1 2  Douglas, J. D.; Tenney, Merrill C. (2011). 《Zondervan Illustrated Bible Dictionary》. Grand Rapids, Michigan: Zondervan. 1323쪽. ISBN 978-0-310-22983-4.
58. 1 2  Barton 1916, 406쪽.
59. 1 2  Unger, M.F.: Archaeology and the Old Testament. Grand Rapids: Zondervan Publishing Co., 1954, pp. 156–157
60. 1 2  Free, J.P.: Archaeology and Biblical History. Wheaton: Scripture Press, 1950, 1969, p. 121
61. ↑  Wright, David P. (2009). 《Inventing God's Law: How the Covenant Code of the Bible Used and Revised the Laws of Hammurabi》. Oxford, England: Oxford University Press. 3 and passim쪽. ISBN 978-0-19-530475-6.
62. ↑  Horowitz, Wayne; Oshima, Takayoshi; Vukosavović, Filip (2012). 《Hazor 18: Fragments of a Cuneiform Law Collection from Hazor》. 《Israel Exploration Journal》 62. 158–176쪽. ISSN 0021-2059. JSTOR 43855622.